# Volksabstimmungen in der Schweiz 1900
Dieser Artikel bietet eine Übersicht der Volksabstimmungen in der Schweiz im Jahr 1900.
In der Schweiz fanden auf Bundesebene drei Volksabstimmungen statt, im Rahmen zweier Urnengänge am 20. Mai und 4. November. Dabei handelte es sich um ein fakultatives Referendum und zwei Volksinitiativen.

## Abstimmung am 20. Mai 1900

### Ergebnis
| Nr. | Vorlage                                                                                            | Art | Stimm- berechtigte | Abgegebene Stimmen | Beteiligung | Gültige Stimmen | Ja      | Nein    | Ja-Anteil | Nein-Anteil | Stände | Ergebnis |
| --- | -------------------------------------------------------------------------------------------------- | --- | ------------------ | ------------------ | ----------- | --------------- | ------- | ------- | --------- | ----------- | ------ | -------- |
| 56  | Bundesgesetz betreffend die Kranken- und Unfallversicherung mit Einschluss der Militärversicherung | FR  | 745'228            | 497'350            | 66,73 %     | 489'949         | 148'035 | 341'914 | 30,18 %   | 69,82 %     | –      | nein     |

### Kranken- und Unfallversicherung
1890 war der Verfassungsauftrag zur Einführung einer staatlichen Kranken- und Unfallversicherung sehr deutlich angenommen worden. Der Zürcher Nationalrat Ludwig Forrer entwarf ein auf dem deutschen Vorbild basierendes Gesetz, das in den parlamentarischen Beratungen mehrmals überarbeitet wurde. Schliesslich beschloss das Parlament eine Kranken- und Unfallversicherung, die für alle unselbstständig Erwerbenden unter einem gewissen Jahreseinkommen obligatorisch sein sollte. Beinahe diskussionslos hiess das Parlament auch eine Militärversicherung gut. Der Bundesrat fasste beide Gesetze zu einem zusammen und 1899 verabschiedete das Parlament das «Bundesgesetz betreffend die Kranken- und Unfallversicherung mit Einschluss der Militärversicherung» (auch als «Lex Forrer» bekannt). Ausserparlamentarische Oppositionelle, vor allem Föderalisten aus der Romandie brachten ein Referendum dagegen zustande. Sie nannten hauptsächlich finanzpolitische Gründe, während Unternehmervertreter hohe Folgekosten befürchteten. Zwar unterstützten alle im Parlament vertretenen Parteien die Vorlage, doch taten sie dies mit wenig Enthusiasmus. Sie betonten den Solidaritätscharakter und die Bedeutung des Gesetzes für den sozialen Frieden. Die «Lex Forrer» erfuhr überraschend eine deutliche Ablehnung, nur im Kanton Glarus gab es eine zustimmende Mehrheit.

## Abstimmungen am 4. November 1900

### Ergebnisse
| Nr. | Vorlage                                                                                                  | Art | Stimm- berechtigte | Abgegebene Stimmen | Beteiligung | Gültige Stimmen | Ja      | Nein    | Ja-Anteil | Nein-Anteil | Stände  | Ergebnis |
| --- | --- | --- | ------------------ | ------------------ | ----------- | --------------- | ------- | ------- | --------- | ----------- | ------- | -------- |
| 57  | Eidgenössische Volksinitiative «für die Proporzwahl des Nationalrates»                                   | VI  | 747'262            | 439'111            | 58,75 %     | 413'674         | 169'008 | 244'666 | 40,86 %   | 59,14 %     | 10½:11½ | nein     |
| 58  | Eidgenössische Volksinitiative «für die Volkswahl des Bundesrates und die Vermehrung der Mitgliederzahl» | VI  | 747'262            | 439'498            | 58,81 %     | 416'448         | 145'926 | 270'522 | 35,04 %   | 64,96 %     | 8:14    | nein     |

### Proporzwahl des Nationalrates
Seit der Gründung des modernen Bundesstaates im Jahr 1848 dominierten die Freisinnigen die Schweizer Politik. Ihre Vormachtstellung verdankten sie insbesondere dem Majorzwahlverfahren, das ihnen bei den Nationalratswahlen die absolute Mehrheit praktisch garantierte. Politische Konkurrenten wollten sich mit der freisinnigen Dominanz nicht länger abfinden und strebten deshalb eine Änderung des Wahlsystems an. Die grössten Minderheitsparteien beschlossen ein gemeinsames Vorgehen und reichten im Mai 1899 eine Volksinitiative ein, welche die Einführung des Proporzwahlverfahrens verlangte. Der Bundesrat betrachtete die Forderung der Initiative als ungerechtfertigt und beide Parlamentskammern empfahlen sie – den dortigen Mehrheitsverhältnisse entsprechend – zur Ablehnung. Unterstützt von einigen Liberalen, wehrten sich die Freisinnigen mit harten Worten gegen den Angriff auf ihre Vormachtstellung und behaupteten, die angestrebte Proporzwahl sei ein «fremdländisches Gewächs», das die Stabilität des Landes gefährde sowie wirtschaftliche und soziale Reformen bedrohe. Als Befürworter führten Sozialdemokraten, Demokraten und ein Teil der Katholisch-Konservativen ins Feld, dass der Majorz die Minderheiten unterdrücke und ungerecht sei. Der Proporz hingegen ermögliche die politische Beteiligung aller Bevölkerungsschichten und fördere die Demokratie. Eine deutliche Mehrheit der Stimmberechtigten lehnte die Initiative ab, während das Ständemehr nur knapp ausfiel.

### Volkswahl des Bundesrates
Basierend auf ihrer Dominanz im Parlament stellten die Freisinnigen sämtliche Bundesräte, bis sie 1891 den Katholisch-Konservativen freiwillig einen Sitz überliessen. Letztere wollten ihren Einfluss auf die Regierung weiter vergrössern und bildeten mit Sozialdemokraten und anderen linken Gruppierungen eine Allianz, die ebenfalls im Mai 1899 eine weitere Volksinitiative einreichte. Sie verlangte, dass die Mitglieder des Bundesrates nicht mehr wie bisher vom Parlament, sondern nach dem Majorzverfahren durch das Volk gewählt werden. Ebenso sollte die Zahl der Mitglieder von sieben auf neun erhöht werden. Der Bundesrat fühlte sich durch die Initiative angegriffen und beide Parlamentskammern empfahlen sie zur Ablehnung. Die Gegner hielten die Volkswahl für ungeeignet, da das Volk die Kandidaten in den meisten Fällen gar nicht kenne und die Parteien somit die Kandidaten und künftigen Bundesräte faktisch selber bestimmen könnten. Die Befürworter entgegneten, dass viele Kantonsregierungen auch vom Volk gewählt würden und man damit gute Erfahrungen gemacht habe. Ausserdem entspreche die Volkswahl einem republikanischen Grundsatz und stelle sicher, dass alle bedeutsamen politischen und gesellschaftlichen Strömungen an der Führung des Landes beteiligt werden. Allerdings hatte die Vorlage bei den Stimmberechtigten keine Chance und fiel deutlich durch.